# Chapelle Notre-Dame-des-Belles-Pierres
La chapelle Notre-Dame-des-Belles-Pierres (dite ‘chapelle des Belles Pierres’) est un édifice religieux catholique sis à Ophain dans le Brabant wallon, en Belgique. Construite au XVe siècle et reconstruite au XXe elle est toujours lieu de dévotion mariale. À son arrière se trouve un ‘Chemin des Sept-Douleurs’ de la Vierge Marie.

## Histoire
Comme c’est le cas pour d’autres l’origine de cette chapelle se perd dans la légende. Vers 1450 un berger de la région est dérangé par une pie alors que, gardant ses moutons, il sculpte une statuette de la Vierge Marie dans un bloc de bois. Avec sa houlette il crée des mottes de terre pour lancer vers l’oiseau. Creusant ainsi le sol il découvre de ‘belles pierres’, sans doute vestiges d’un ancien temple païen. La croyance populaire y décèle une intervention miraculeuse de la Vierge Marie. Les dévotions s’organisent.
Le seigneur local, Jean de Huldenberg, y construit une chapelle en 1450 qui est consacrée en 1457 par l’évêque de Cambrai.
La statue originale de Notre-Dame-des-Belles-Pierres est volée et sans doute détruite par les Gueux vers 1578.  Une nouvelle statue (différente et venue d’ailleurs) y est intronisée en 1585. Elle restera dans la chapelle jusqu’à la période de la domination révolutionnaire française. Par après la chapelle est délaissée et se dégrade rapidement, La statue de la madone est cependant recueillie et protégée par les habitants de la ferme de Griponwez qui est voisine.
Lorsque l’église d’Ophain est agrandie, au début du XXe siècle, la Madone des Belles-Pierres y trouve sa place dans une chapelle latérale. Rendue ainsi à la dévotion populaire elle y est solennellement intronisée par le cardinal Mercier le 26 mai 1918.

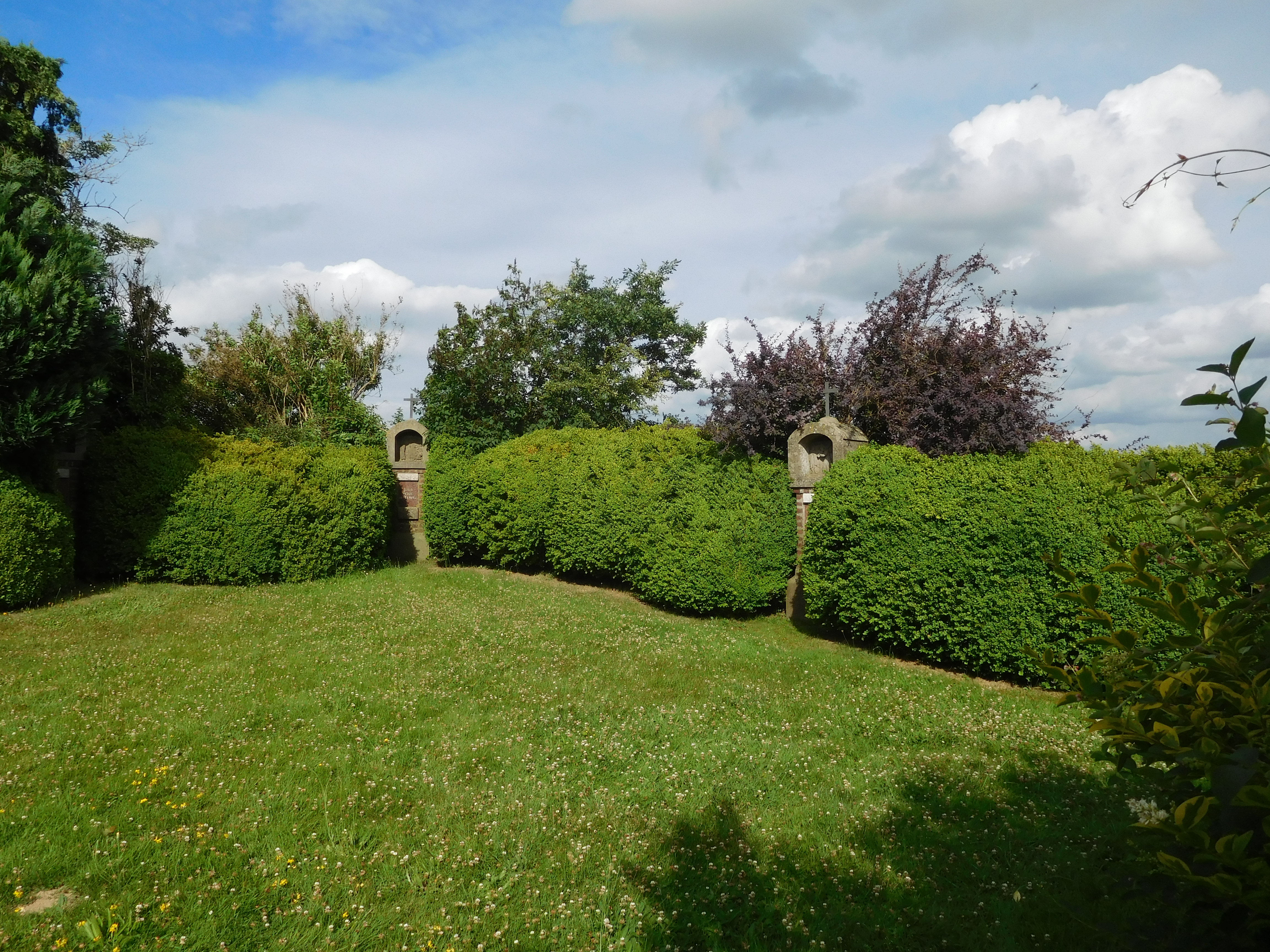
Chemin des Sept-Douleurs (derrière la chapelle)

En 1927, à l’initiative du curé Norbert Eloy, la chapelle est reconstruite sur les fondations même de ce qui restait de l’ancienne, A l’arrière de la chapelle est créé un espace marial où sont érigées en demi-cercle des potales d’un ‘chemin des Sept-Douleurs’ de la Vierge Marie, chaque édicule étant offert par une famille différente : (1) la prophétie du vieillard Siméon ; (2) La fuite en Égypte ; (3) Jésus perdu au Temple ; (4) Jésus rencontre sa mère (chemin de croix) ; (5) Le corps de Jésus est descendu de la croix (piéta) ; (7) Marie au tombeau de Jésus.

## Description
- Extérieur :Un petit porche protège la porte d’entrée au dessus de laquelle se trouve une fresque moderne décrivant la légende de Notre-Dame des Belles Pierres. S’élevant du toit à trois versants un clocheton purement décoratif rehausse l’édifice. Les murs extérieurs, soutenus par des arcs-boutants, sont percés de deux fenêtres ogivales chacun. Dans le chœur un vitrail rond, de conception moderne illustre la descente du Saint-Esprit sous forme de colombe.
- Intérieur : Bien que de petite dimension la chapelle possède une tribune: on y accède par un escalier hélicoïdal. Un œil de bœuf donnant sur la façade éclaire le jubé. Au fond de la chapelle, à gauche, une reproduction de la statue de Notre-Dame des Belles-Pierres, l’autel et le crucifix mural se trouvant du côté droit. Rien ne sépare le sanctuaire de la nef. Pour tout mobilier: de simples chaises d’église.

## Source
- André Crickx (ed): Les chapelles de la région de Braine l’Alleud, CHIREL, Braine l’Alleud, 1999, p. 63–65.